# Yamboyé
Yamboyé ist ein Dorf in der Landgemeinde Issawane in Niger.

## Geographie
Das von einem traditionellen Ortsvorsteher (chef traditionnel) geleitete Dorf befindet sich rund 14 Kilometer östlich des Hauptorts Issawane der gleichnamigen Landgemeinde, die zum Departement Mayahi in der Region Maradi gehört. Weitere Siedlungen in der Umgebung von Yamboyé sind Ourafane im Nordosten, Maïguizaoua im Südosten und Gouradjé im Süden.
Es herrscht das Klima der Sahelzone vor, mit einer durchschnittlichen jährlichen Niederschlagsmenge zwischen 300 und 400 mm. In der Nähe des Dorfs verläuft das Trockental Goulbin Kaba.

## Bevölkerung
Bei der Volkszählung 2012 hatte Yamboyé 1415 Einwohner, die in 177 Haushalten lebten. Bei der Volkszählung 2001 betrug die Einwohnerzahl 1227 in 148 Haushalten und bei der Volkszählung 1988 belief sich die Einwohnerzahl auf 778 in 120 Haushalten.
Die Bevölkerungsdichte in diesem Gebiet ist für nigrische Verhältnisse hoch.

## Wirtschaft und Infrastruktur
Im Dorf wird ein Wochenmarkt abgehalten. Der Markttag ist Samstag. Der Markt wurde nach 1960, dem Jahr der staatlichen Unabhängigkeit Nigers, etabliert. Das Gebiet der Ebenen im südlichen Teil der Region Maradi, in dem Yamboyé liegt, ist von einer anhaltenden Degradation der ackerbaulichen Flächen gekennzeichnet, die mit der hohen Bevölkerungsdichte in Zusammenhang steht. Es gibt eine Schule im Ort.